# Pilar (Bohol)
Pilar is een gemeente in de Filipijnse provincie Bohol op het gelijknamige eiland. Bij de census van 2015 telde de gemeente ruim 27 duizend inwoners.

## Geografie

### Bestuurlijke indeling
Pilar is onderverdeeld in de volgende 21 barangays:
| - Aurora - Bagacay - Bagumbayan - Bayong - Buenasuerte - Cagawasan - Cansungay - Catagda-an - Del Pilar - Estaca - Ilaud | - Inaghuban - La Suerte - Lumbay - Lundag - Pamacsalan - Poblacion - Rizal - San Carlos - San Isidro - San Vicente |

## Demografie
Pilar had bij de census van 2015 een inwoneraantal van 27.256 mensen. Dit waren 369 mensen (1,4%) meer dan bij de vorige census van 2010. Ten opzichte van de census van 2000 was het aantal inwoners gegroeid met 2.161 mensen (8,6%). De gemiddelde jaarlijkse groei in die periode kwam daarmee uit op 0,54%, hetgeen lager was dan het landelijk jaarlijks gemiddelde over deze periode (1,84%).

De bevolkingsdichtheid van Pilar was ten tijde van de laatste census, met 27.256 inwoners op 120,39 km², 226,4 mensen per km².

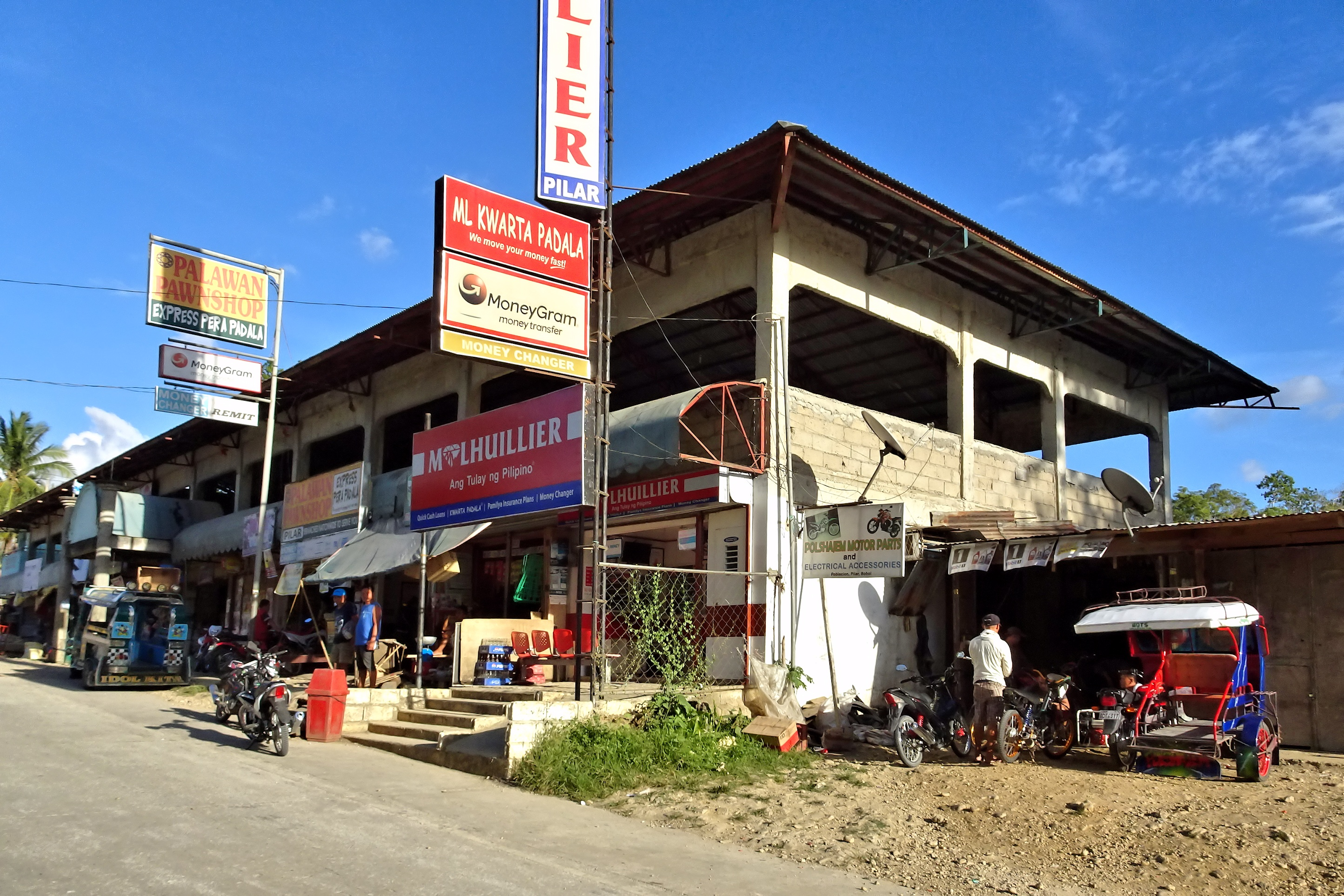
Openbare markt van Pilar